# Беглуци (Дервента)
Беглуци (серб. Беглуци) — населенный пункт (деревня) в общине Дервента, который принадлежит энтитету Республике Сербской, Босния и Герцеговина. По результатам югославской переписи населения 1991 года в Беглуцах проживало 931 человек.

## Население
В населении деревни преобладают хорваты и мусульмане (боснийцы).
| 1991                           | - | - | - | - | - | - |
| ------------------------------ | - | - | - | - | - | - |
| 931                            | - | - | - | - | - | - |
| Гистограмма динамики населения |   |   |   |   |   |   |

### Национальный состав
1991 год:
- сербы — 69 (7,49 %);
- хорваты — 410 (44,51 %);
- югославы — 66 (7,16 %);
- мусульмане — 355 (38,54 %);
- другие — 21 (2,28 %).